# Lista de personagens de H2O: Just Add Water
Lista de personagens de (H2O): Meninas Sereias.

## Personagens

### Sereias protagonistas

#### Nanda ou Emma Gilbert
| Nome          | Ator (iz)   | Episódios na 1ª Temporada | Episódios na 2ª Teemporada | Episódios na 3ª Temporada | Primeira Aparição |
| ------------- | ----------- | ------------------------- | -------------------------- | ------------------------- | ----------------- |
| Nanda Gilbert | Claire Holt | 26                        | 25                         | 0                         | Metamorfose       |

Nanda é a primeira a descobrir que virou sereia. Ela pode congelar a água e qualquer coisa ou líquido contendo água. Na 2ª temporada, sob o poder de um raríssimo alinhamento planetário, ela desenvolve o poder de controlar o gelo e a neve. Com ajuda de Drica e Cleo, tem o poder de provocar grandes tempestades, e ventos fortíssimos capazes levitar uma pessoa. Ela gostava de Byron na 1ª temporada, mas encontrou o amor com um garoto chamado Ash Dove, que anteriormente era um instrutor de equitação que ensinou o irmão de Nanda, Elliot, a montar cavalo. Primeiramente, Nanda não poderia namorar Ash (ele era melhor que ela na equitação), mas com a insistência de suas amigas, Cleo e Drica, ela está consciente de seu amor por ele, mas o seu segredo é um problema. No episódio Finale, da 2ª Temporada, ela revela seu segredo para Ash. Na 3ª temporada, ela faz uma viagem ao redor do mundo com sua família e é substituída por Isabella Hartley (Indiana Evans).
- Claire Holt não aparece no episódio O Código Gracie, Part 1, mas é vista em um flashback.

- Claire Holt é obrigada a deixar a série na 3ª Temporada, devido à sua filmagem em Mensageiros 2: O Espantalho.

#### Cléo Sertori
| Nome         | Ator (iz)     | Episódios na 1ª Temporada | Episódios na 2ª Teemporada | Episódios na 3ª Temporada | Primeira Aparição |
| ------------ | ------------- | ------------------------- | -------------------------- | ------------------------- | ----------------- |
| Cléo Sertori | Phoebe Tonkin | 26                        | 26                         | 26                        | Metamorphosis     |

Cléo é a segunda a descobrir que virou sereia, após tomar banho. Ela tem o poder de controlar e manipular a água, e ela pode misticamente criar mais água de qualquer fonte. Na 2ª temporada, sob o poder de um raríssimo alinhamento planetário, ela desenvolve o poder de controlar o ar. No início ela tem dificuldades de controlar seus poderes, mas com ajuda de Léo, ela consegue. No final da 1° temporada ela e Léo começam a namorar, mas ele se torna muito "pegajoso" com o divórcio dos pais de Cléo, e ela deu um tempo no namoro. A nova garota chamada Charlotte chega, que no início é legal com Cléo, mas Charlotte se apaixona por Léo e se torna uma vilã e rival de Cléo. Charlotte e Léo começam a namorar, para o desgosto de Cléo. Charlotte causa muitos problemas para Cléo na 2ª temporada, tais como roubar o namorado dela e seu medalhão. Depois que Léo descobre o plano de Charlotte, ele rompe com ela e volta com Cléo, depois de salvá-la de tubarões.

#### Drica ou Rikki Chadwick
Drica é a ultima a descobrir que virou sereia, quando ela foi atingida por um regador. Ela foi a última a descobrir seus poderes. Ela tem o poder de ferver e aquecer a água e qualquer coisa que a contenha. Embora sob a influência da lua, Drica beijou Igor na Ilha Mako, após Igor encontrá-la, mas ela acidentalmente o queima. No dia seguinte, no JuiceNet Café, Igor aparece, "vermelho" depois de ser queimado, e faz um comentário sobre o beijo, mas Drica não se lembra, já que foi atingida pela lua cheia. Assim Igor se apaixona por ela e os dois começam a namorar. Na 2ª temporada, sob o poder de um raríssimo alinhamento planetário, ela desenvolve o poder de controlar o fogo e a energia elétrica. Ela é uma garota rebelde e no início tem vergonha do lugar onde mora, mas dizendo que mora só com o pai. No final da 1ª temporada ela termina com Igor, após perceber que eles dois possuem muitas diferenças. Logo na 2ª temporada, os dois voltam, embora casualmente. Ela é rival de Miriam, a ex-namorada de Igor. No meio da 3 temporada após Igor beijar Sophie irmã de Wil, Drica e Igor param de namora. 

#### Léo ou Lewis McCartney
| Nome          | Ator (iz)     | Episódios na 1ª Temporada | Episódios na 2ª Teemporada | Episódios na 3ª Temporada | Primeira Aparição |
| ------------- | ------------- | ------------------------- | -------------------------- | ------------------------- | ----------------- |
| Léo McCartney | Angus McLaren | 26                        | 26                         | 11                        | Metamorphosis     |

Léo tem sido o melhor amigo de Cléo desde o cinco anos, e após a transformação das meninas, ele também se torna amigo de Nanda e Drica. Ele é academicamente talentoso, pensa de si mesmo como um cientista e tem uma paixão pela pesca. Ele descobre o segredo das meninas no início da série e está determinado a encontrar a causa. Ele está no amor com Cléo, que retribui o sentimento e os dois formam um relacionamento no final da 1ª temporada. No início da 2ª temporada, Cléo rompe com Léo. Eles ficam amigos, mas permanecem um pouco embaraçados. Léo desenvolve uma amizade com Charlotte, a menina nova, que tem um fraquinho por Léo e se torna sua amiga de controle. No final da 2ª temporada, Charlotte e Léo brigam por causa do seu comportamento para com as outras garotas, principalmente Cléo. Depois ele salva Cléo de tubarões no norte da Ilha Mako e eles admitem os seus sentimentos um pelo outro e renovam o seu romance. Durante a 3ª temporada, Léo vai para os Estados Unidos estudar ciência.
- Angus McLaren irá aparecer em apenas 11 episódios da 3ª temporada, devido à filmagem de almoço para as vigas.

#### Isabella "Bella" Hartley
| Nome             | Ator (iz)     | Episódios na 1ª Temporada | Episódios na 2ª Teemporada | Episódios na 3ª Temporada | Primeira Aparição |
| ---------------- | ------------- | ------------------------- | -------------------------- | ------------------------- | ----------------- |
| Isabella Hartley | Indiana Evans | Ausente                   | Ausente                    | 26                        | The Awakening     |

Isabella Hartley parece ser uma típica garota comum. Mas ela esconde um segredo: ela é uma sereia. Ao contrário de Cléo, Nanda e Drica, ''Bella'' como é chamada, estava morando na Irlanda na época. Ela se transformou com 9 anos de idade nas Cavernas do Mar da Irlanda e tem o poder de transformar a água ou qualquer líquido que a contenha em uma substância gelatinosa, endurecer a água/líquidos em uma substância semelhante ao vidro ou cristal e transformar a água/líquidos em uma substância viscosa. Bella estava muito solitária antes de conhecer as outras sereias. Costuma cantar no Rikki's Café, e é odiada por Sophie, irmã de Will, um mergulhador, por quem Bella se apaixona e é correspondida. Isabella substitui Nanda (Claire Holt) na 3ª temporada. 

#### Zane Bennett
| Nome        | Ator (iz)         | Episódios na 1ª Temporada | Episódios na 2ª Temporada | Episódios na 3ª Temporada | Primeira Aparição |
| ----------- | ----------------- | ------------------------- | ------------------------- | ------------------------- | ----------------- |
| Zane Bennet | Burgess Abernethy | 20                        | 07                        | 10                        | Metamorphosis     |

Igor é um ''bad boy'', e parece pensar que pode fazer qualquer coisa sem sofrer as consequências, porque o pai dele é rico. Ele parece ser arrogante, mas tem sido visto com um lado mais suave. Ele quer desesperadamente impressionar seu pai, um local da terra desenvolvedor Harrison Bennett, que é mais arrogante que o filho. Igor é um excelente nadador. Após ficar preso num barco afundando, ele é resgatado por Nanda, e vê o fim de sua cauda antes dela escapar. Devido a isso, Igor torna-se obcecado em encontrar o "monstro do mar". Mais tarde, na 1ª temporada, Rikki e Zane desenvolvem sentimentos um pelo outro, após ficarem presos numa varanda dum hotel em que Harrison Bennett está dando um discurso publicitário. No final da 1ª temporada, eles terminam porque são muito "diferentes" um do outro. Reatam seu relacionamento na 2ª temporada, após Zane descobrir que as meninas ainda são sereias. Durante a terceira temporada, Zane compra o JuiceNet Café e o renomeia de Rikki's Café (em homenagem á rikki ). Depois de beijar Sophie, acidentalmente, ele e Drica terminam. No final da 3ª temporada, Zane e Rikki ficam apenas amigos.

#### William "Will" Benjamin
| Nome          | Ator (iz)     | Episódios na 1ª Temporada | Episódios na 2ª Temporada | Episódios na 3ª Temporada | Primeira Aparição |
| ------------- | ------------- | ------------------------- | ------------------------- | ------------------------- | ----------------- |
| Will Benjamin | Luke Mitchell | Ausente                   | Ausente                   | 13                        | The Awakening     |

Will é um mergulhador hábil. Acidentalmente, ele encontra a caverna submarina que leva á Piscina da Lua, e a água da mesma o ataca. Isso deixa Will perplexo, e cada vez mais ele quer saber o que aconteceu com ele, deixando Cléo, Drica e Bella preocupadas. Bella tem um interesse amoroso nele e depois revela-lhe que ela é uma sereia, mas preserva Cléo e Drica, mas mais tarde, Will fica sabendo que todas são sereias. Apaixona-se por Bella e eles começam a namorar.

#### Charlotte Watsford
| Nome               | Ator (iz)       | Episódios na 1ª Temporada | Episódios na 2ª Temporada | Episódios na 3ª Temporada | Primeira Aparição |
| ------------------ | --------------- | ------------------------- | ------------------------- | ------------------------- | ----------------- |
| Charlotte Watsford | Brittany Byrnes | Ausente                   | 24                        | Ausente                   | Control           |

Charlotte é uma garota nova na cidade e a principal antagonista da 2ª temporada. Ela gosta de várias formas de arte e aprecia as ciências. Ela é simpática à primeira vista, mas fica com ciúmes do relacionamento de Cléo com Léo, de modo que ela sempre tenta estar com ele. Depois de Cléo romper com Léo, Charlotte persegue-o e, eventualmente, eles começam a namorar. Ela é muito egoísta, controladora e manipuladora, fica paranoica muito facilmente e fica com ciúmes de Cléo. Ela também acha que ela é melhor do que as outras sereias, porque ela recebeu todos os poderes, devido ao fato de que ela entrou na piscina sozinha. Às vezes, ela refere-se a si mesma como "supersereia". Mais tarde, revelou ser a neta de Gracie Watsford (Ashleigh Brewer), uma das três sereias antigas. Ela se torna a quarta sereia recebendo todos os poderes. Após isso, ela se torna muito perigosa quando irritada, principalmente quando Léo termina com ela, para ficar com Cléo. Em uma lua cheia especial, conhecida como a Lua de Cinquenta Anos, um evento raro que acontece de 50 em 50 anos, em que todos os planetas se alinham com a lua. Durante este tempo, a sereia que estiver na piscina quando a lua passar irá perder seus poderes e deixar de sereia para sempre. Charlotte revela a Léo que essa foi a forma como sua avó perdeu seus poderes. Ela planeja tirar os poderes das meninas para que ela seja a única especial para Léo. Mas, depois de vencida pelas meninas, ela perde seus poderes para sempre, sua amizade com Léo e todas as outras sereias. Ela nunca se juntou ao grupo das sereias. 

#### Ash Dove
| Nome     | Ator (iz)    | Episódios na 1ª Temporada | Episódios na 2ª Temporada | Episódios na 3ª Temporada | Primeira Aparição |
| -------- | ------------ | ------------------------- | ------------------------- | ------------------------- | ----------------- |
| Ash Dove | Craig Horner | Ausente                   | 10                        | Ausente                   | Riding for a Fall |

Ash foi o supervisor do JuiceNet Café (para decepção de Nanda em primeiro, pois ela queria o trabalho). Ash é um cavaleiro afiado e já trabalhou como treinador de equitação. Ele e Nanda formam um relacionamento e ter ido para fora em algumas datas. No final da 2ª temporada, Ash descobre o segredo de Nanda e reage bem.
- Horner não aparecerá na 3ª temporada, devido à sua filmagem em Legend of the Seeker.

#### Louise Chatham ou D. Margô
| Nome           | Ator (iz)                                | Episódios na 1ª Temporada | Episódios na 2ª Temporada | Episódios na 3ª Temporada | Primeira Aparição |
| -------------- | ---------------------------------------- | ------------------------- | ------------------------- | ------------------------- | ----------------- |
| Louise Chatham | Christine Amor (velha) Teri Haddy (nova) | 10                        | Flashbacks                | Ausente                   | Party Girls       |

Louise Chatham foi uma sereia na década de 50, junto com as amigas Julia Dove (Amrita Tarr) e Gracie Watsford (Ashleigh Brewer). Elas perderam seus poderes na Lua de Cinquenta Anos, por vontade própria. Ela ajuda as meninas na 1ª temporada. Após seu barco ser afundado por Igor, ela vai para um lar de idosos. 

#### Max K. Hamilton
| Nome         | Ator (iz)                                    | Episódios na 1ª Temporada | Episódios na 2ª Temporada | Episódios na 3ª Temporada | Primeira Aparição         |
| ------------ | -------------------------------------------- | ------------------------- | ------------------------- | ------------------------- | ------------------------- |
| Max Hamilton | Martin Vaughan (velho) Matthew Scully (novo) | Ausente                   | Desconhecido              | Ausente                   | The Gracie Code, Part One |

Max Hamilton foi o namorado de Gracie Watsford e amigo de Louise Chatham e Julia Dove na década de 50. Assim como Léo, ele tentou de tudo para saber o que tinha ocorrido com as meninas, só pela Gracie, não pelas outras duas. Gracie não gostava de ser sereia, e Max não entendia isso na época. Ele fez os medalhões, com o objetivo dela aceitar a ser o que era, e ser parte de algo especial com Julia e Louise. Mas isso não funcionou por muito tempo, Gracie disse que ficar perto dele só a fazia lembrar que era não era mais humana, e assim Gracie terminou com ele e jogou o seu medalhão na Piscina da Lua, onde ele ficou por 50 anos até Nanda o achar. Ela e suas amigas perderam seus poderes, e se separaram.